# Kumarin
Kumarin är en lakton som uppträder i form av färglösa kristaller som många tycker luktar behagligt. Ämnet finns bland annat i kanel. Konsumtion av ämnet i större mängder orsakar leverskada.

## Förekomst

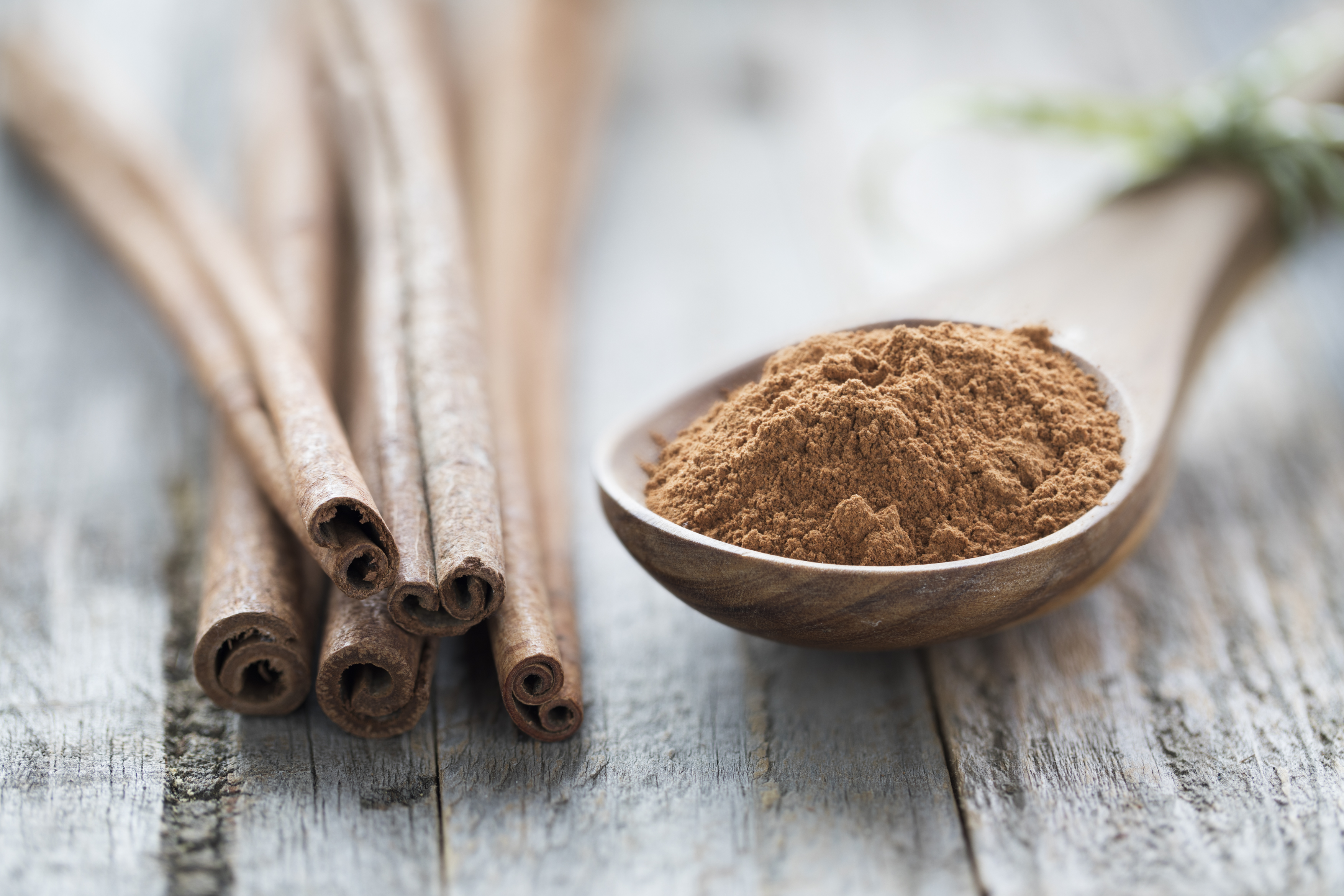
Den främsta källan till kumarin hos människan är kanel.

Många växtarter producerar kumarin, till exempel lavendel, flera gräsarter, tonkaböna och kanel. Det ger nyslaget hö dess karaktäristiska doft. 
För människor är den främsta källan till kumarin kanel. Av de olika typerna av kanel är det främst kassiakanel som innehåller stora mängder kumarin.   Detta är även den kaneltyp som nästan uteslutande används i Sverige. Det är kumarinet som ger kassiakanelen dess brännande och ofta omtyckta smak. 
Ceylonkanel, däremot, innehåller mycket mindre mängder kumarin.

## Hälsoeffekter
Kumarin är vid intag av större mängder giftigt och kan ge upphov till leverskada.
Då kumarin finns i kanel har svenska Livsmedelsverket en rekommendation om att vuxna maximalt bör inta en tesked kanel om dagen, och barn maximalt en halv tesked. Konsumtion av upp till den tredubbla mängden under en begränsad period på en till två veckor är heller inte hälsovådligt.

## Industriell användning
Det antikoagulerande läkemedlet warfarin utgör ett derivat från kumarin. Kumarin används även vid tillverkning av parfym, där huvudråvaran är tonkabönor, vilket också givit namn åt doftnoten.